# Bảo Lâm, Lâm Đồng
Bảo Lâm là một huyện thuộc tỉnh Lâm Đồng, Việt Nam.

## Địa lý
Huyện Bảo Lâm nằm trên cao nguyên Di Linh, độ cao trung bình là 900m. Trung tâm huyện cách Thành phố Hồ Chí Minh 210 km về phía đông bắc, cách thành phố Đà Lạt 140 km về phía tây nam cách thành phố Bảo Lộc khoảng 8 km về phía bắc, có vị trí địa lý:
- Phía đông giáp huyện Di Linh
- Phía tây giáp thành phố Bảo Lộc và huyện Đạ Huoai
- Phía nam giáp huyện Tánh Linh và huyện Hàm Thuận Bắc, tỉnh Bình Thuận
- Phía bắc giáp thành phố Gia Nghĩa, huyện Đắk R'lấp và huyện Đắk Glong, tỉnh Đắk Nông.

## Hành chính
Huyện Bảo Lâm được chia thành 14 đơn vị hành chính cấp xã trực thuộc, bao gồm thị trấn Lộc Thắng (huyện lỵ) và 13 xã: B'Lá, Lộc An, Lộc Bắc, Lộc Bảo, Lộc Đức, Lộc Lâm, Lộc Nam, Lộc Ngãi, Lộc Phú, Lộc Quảng, Lộc Tân, Lộc Thành, Tân Lạc.

## Lịch sử
Trước năm 1994, huyện Bảo Lâm ngày nay là một phần huyện Bảo Lộc cũ.
Ngày 11 tháng 7 năm 1994, Chính phủ ban hành Nghị định số 65-CP về việc:
- Chia huyện Bảo Lộc thành thị xã Bảo Lộc (nay là thành phố Bảo Lộc) và huyện Bảo Lâm.
- Thành lập huyện Bảo Lâm trên cơ sở các xã Lộc An, Lộc Bắc, Lộc Đức, Lộc Lâm, Lộc Nam, Lộc Ngãi, Lộc Tân (trừ thôn Đam Bri), Lộc Thắng và Lộc Thành thuộc huyện Bảo Lộc cũ.
  - Chia xã Lộc Thắng thành thị trấn Lộc Thắng và xã Lộc Quảng.
  - Chia xã Lộc Lâm thành 2 xã: Lộc Lâm và Lộc Phú.
  - Chia xã Lộc Bắc thành 2 xã: Lộc Bắc và Lộc Bảo.

Khi mới thành lập, huyện Bảo Lâm có 152.552 ha diện tích tự nhiên và 62.211 nhân khẩu 62.211; có 12 đơn vị hành chính cấp xã, bao gồm thị trấn Lộc Thắng (huyện lỵ) và 11 xã: Lộc Bắc, Lộc An, Lộc Bảo, Lộc Đức, Lộc Lâm, Lộc Nam, Lộc Ngãi, Lộc Phú, Lộc Quảng, Lộc Tân, Lộc Thành.
Ngày 24 tháng 8 năm 1999, Chính phủ ban hành Nghị định số 79/1999/NĐ-CP về việc thành lập xã Tân Lạc trên cơ sở 2.442,15 ha diện tích tự nhiên và 3.247 nhân khẩu của xã Lộc Thành.
Ngày 30 tháng 10 năm 2000, Chính phủ ban hành Nghị định số 62/2000/NĐ-CP về việc thành lập xã B' Lá trên cơ sở 7.424 ha diện tích tự nhiên và 3.302 nhân khẩu của xã Lộc Quảng.
Từ đó, huyện Bảo Lâm có 1 thị trấn và 13 xã, giữ ổn định cho đến nay.

## Kinh tế
Kinh tế chủ yếu của huyện là trồng cây công nghiệp như: trà, cà phê, hạt tiêu,... và khai thác lâm sản, khai thác quặng bauxit và chế biến ra alumin nhôm. Hiện nay Tập đoàn Công nghiệp Than khoáng sản Việt Nam đang đầu tư dự án bauxit alumin nhôm Lâm Đồng với tổng vốn đầu tư 11 ngàn tỷ đồng. Nơi đây khí hậu ôn hòa bốn mùa mát mẻ.

## Dân số
Huyện Bảo Lâm có diện tích 1.465 km², dân số năm 2018 là 118.420 người. Các dân tộc chủ yếu sống ở huyện này là: K'ho, Kinh, Nùng, Tày,...
Huyện Bảo Lâm có diện tích 1.465 km², dân số ngày 1/4/2019 là 118.090 người, mật độ dân số đạt 80 người/km².
Huyện Bảo Lâm có diện tích 1.462,72 km², dân số tính đến ngày 31/12/2022 là 137.340 người, mật độ dân số đạt 93 người/km².

## Văn hóa
Chùa Linh Quy Pháp Ấn là địa điểm văn hóa & du lịch nằm trên địa bàn xã Lộc Thành

## Giao thông
Đây cũng là địa phương có dự án Đường cao tốc Dầu Giây – Đà Lạt đi qua đang được xây dựng. (Phân đoạn tại tuyến Đường cao tốc Bảo Lộc - Liên Khương)
Hiện tại, huyện Bảo Lâm có các tuyến quốc lộ, đường tỉnh, đường phố trọng điểm như: Quốc lộ 20, Quốc lộ 55, Đường tỉnh 725, Đường Hùng Vương (trùng với Quốc lộ 55 đi thành phố Bảo Lộc và ngược lại), Đường Cát Quế nối thị trấn Lộc Thắng với 2 xã: Lộc Phú và xã Lộc Lâm cùng một số con đường khác tại đây